# Carlos Emiro Gutiérrez
Carlos Emiro Gutiérrez (Bucaramanga, Santander, 3 de noviembre de 1961) es un exciclista colombiano, profesional desde 1985 hasta 1990.
Dentro de sus triunfos se destacan una victoria en el Tour de Martinica en 1984 y 1 etapa en la Vuelta a España en 1987.

## Palmarés
1980
- 1 etapa de la Vuelta de la Juventud de Colombia

1983
- 1 etapa de la Vuelta a Colombia

1984
- Tour de Martinica

1987
- 1 etapa de la Vuelta a España

## Resultados en lasgrandes vueltas
| Carrera         | 1986 | 1987 |
| Tour de Francia | -    | -    |
| Giro de Italia  | -    | -    |
| Vuelta a España | 17.º | 39.º |

## Equipos
Aficionado:
- Licorera-Lotería de Santander (1983)
- Bogotá su Capital (1984)

Profesional:
- Café de Colombia (1985)
- Kelme - Merckx (1986)
- Kelme (1987)
- Manzana Postobón (1988-1989)
- Manzana Postobón - Ryalcao (1990)